# José María Bonilla
José María Bonilla Ruano (1889-1957) fue un artista, pedagogo y escritor guatemalteco. Sus obras más conocidas fueron sus textos didácticos y las modificaciones que hizo al Himno Nacional de Guatemala en 1934.

## Biografía
Sus padres fueron Adelaida Ruano Marroquín y José María Bonilla Carrillo. Sus primeros estudios los realizó en su natal Jalapa.  Antes de cumplir diecisiete años de edad, obtuvo el título de Profesor Normalista en la Escuela Normal Central de Profesores, e inmediatamente después se graduó de Bachiller Ciencias y Letras en el Instituto Nacional Central para Varones.  Al mismo tiempo que seguía sus estudios de Bachillerato, tuvo a su cargo la dirección de la escuela preparatoria anexa al Instituto, siendo también por espacio de muchos años catedrático de varias materias en secundaria.
En el ramo de Educación Pública, fue también jefe de Educación Normal, Secundaria y Especial, catedrático de la Universidad Nacional (cursos de verano) y miembro de la Junta Departamental y del Consejo Consultivo.
Con fecha 24 de octubre de 1930 le fue extendido por la Real Academia de Madrid el diploma de individuo suyo, en la clase de Correspondiente Extranjero en Guatemala, desempeñando más tarde, por voto unánime de los miembros de la Academia Guatemalteca, el cargo de Censor en la citada academia.

## Obras publicadas

### Obras pedagógicas
José María Bonilla Ruano publicó varias obras, entre ellas el «Curso Didáctico y Razonado de Gramática Castellana», que desde que apareció en 1923 fue adoptado como texto en los establecimientos de enseñanza secundaria. La prensa guatemalteca señaló  ésta y la «Obra de Derecho Internacional Privado» del Doctor José Matos -editadas casi simultáneamente en los mismos talleres- eran las más completas en su respectivo género, que se habían publicado hasta aquella fecha en Guatemala[cita requerida]. 

### Modificación del Himno Nacional de Guatemala
«Anotaciones Crítico-didácticas» es una larga exposición de motivos acerca de las reformas sustanciales, hechas por el mismo autor al poema de José Joaquín Palma, a la letra de «¡Guatemala, feliz...!» -Himno Nacional de Guatemala- las que fueron adoptadas por acuerdo gubernativo de 26 de julio de 1934. La parte expositiva de este libro fue escrita en Bruselas, Bélgica y la obra fue impresa del peculio del propio autor. La obra contiene además un himnario universal con traducciones al castellano, y trata a la vez varios asuntos cívicos e internacionales en relación con los demás símbolos patrios de Guatemala.

### Otras obras
- «Mosaico de Voces y Locuciones Viciosas»: extracto de cuatrocientas páginas, en verso y con anotaciones en prosa, de la inédita «Incorrecciones e Impropiedades del Lenguaje».  El lingüista y académico mexicano Darío Rubio, dijo de este libro: «He leído, es decir releído Mosaico con verdadero deleite, pocos libros me han despertado tanto interés como éste de Bonilla Ruano, y créaseme sincera tal declaración»[cita requerida].  De esta misma obra se toma lo que dijera el escritor Froylán Turcios en revista Ariel de San José Costa Rica: «Poeta, gramático y filólogo, y escritor de buen gusto, Bonilla Ruano se produce en estas páginas con vigorosa personalidad que honra a las letras de Guatemala».[cita requerida].  Finalmente, el licenciado Luis Beltranena de la Academia Guatemalteca dijo: «La Academia Guatemalteca de la Lengua ve con satisfacción y orgullo, muy legítimos, el aparecimiento de esta obra de uno de sus más descollantes miembros».[cita requerida].

- «La Feria de Jocotenango» (folleto): poema descriptivo publicado con ocasión del centenario de la muerte de José Batres Montúfar. En su edición original consta de veinticinco estrofas (octavas reales), pero fue aumentado por el autor en ocho estrofas más al insertarse en su nuevo libro en verso «Humo y Humoradas». El Correo de la Oficina de Cooperación Intelectual de la Unión Panamericana de Washington D. C., dijo del poema:  «El poeta evoca la clásica feria de antaño con todo su arcaico y regional color en octavas reales de liviana factura y chispeante ingenio, que son como un eco de la intención y gracia que campea en las tradiciones de José Batres Montúfar.»[cita requerida]  Por su parte, El Imparcial en un editorial dijo: «El relato se desliza ameno, salpimentado sabrosamente, amable y para completarlo con el dato histórico y erudito, lo acota con anotaciones muy estimables, a página separada, de manera que no interrumpen la lectura del poema, aunque atraen con peculiar interés la atención del lector»[cita requerida];

- «Humo y Humoradas» es un tomo en verso, calzado con el seudónimo anagramático de «John B. Maill», en el cual el autor reúne algunos poetas, poemas líricos y otros de carácter humorístico, demostrando cómo sabe reír jubilosamente en el juego ingenioso que se acerca a veces al rojo sin extralimitación.  Las composiciones del género lírico figuran en la sección del libro que el autor intitula Del Ayer.

- «Snobismo y psitacismo» (por los fueros del idioma y su gramática):  Libro de refutaciones en pro de los postulados que han de imperar en la didáctica del lenguaje.[4]
- «Jalapa, Emporio Cultural de Oriente» (folleto): monografía sintética de la cabecera del departamento guatemalteco de Jalapa, leída en el acto solemne al declarar al autor «Hijo Ilustre» de Jalapa.

Fuera de las obras anteriores, el profesor Bonilla Ruano colaboró en diversas épocas en la prensa del país, especialmente en el Diario El Imparcial con artículos en serie, sobre diversas materias; en este importante diario guatemalteco se publicaron veinticinco artículos suyos, con el título de «Reseña Lexicográfica (Nuestro Mosaico en Acción)».  Estos artículos constituían material para otro libro, en el cual –según declaró- propondría al estudio de la Real Academia Española, una nómina razonada de muchas voces y locuciones que siendo de uso corriente en América, deberían ser incluidas en el léxico académico.
Además de haber sido autor de libros serios como los apuntados, tradujo cantos épicos notables, dio la versión de muchas obras en verso de poetas famosos de la antigüedad

## Información adicional
- Fue amigo y benefactor del también jalapaneco Clemente Marroquín Rojas, célebre periodista guatemalteco.

## Muerte
Falleció el 19 de junio de 1957.